# Střítež (Český Krumlov-i járás)
Střítež település Csehországban, a Český Krumlov-i járásban. Střítež Rožmitál na Šumavě, Věžovatá Pláně, Kaplice, Netřebice és Omlenice településekkel határos. Lakosainak száma 438 fő (2024. január 1.).

## Népesség
A település lakosságának változását az alábbi diagram mutatja:
| Lakosok száma | 367  | 338  | 305  | 146  | 375  | 332  | 434  | 419  | 414  | 438  |
|               | 1869 | 1890 | 1921 | 1950 | 1980 | 2001 | 2017 | 2019 | 2022 | 2024 |